# Judith Fox
Judith Fox (née le 25 février 1980) est une actrice pornographique hongroise.

## Filmographie
- 1998 :
  - Private Castings X 9
- 1999 :
  - Euro Angels 15: Can Openers
  - Euro Angels 17: Behind in Their Work
  - Euro Angels Hardball 3: Anal Therapy
  - Euro Babes 3
  - Superfuckers 1
- 2000 : 
  - Happy Birthday
  - Hustler XX 1
  - Private Gold 41: Madness 1
  - Private Gold 42: Madness 2
  - Private Gold 43: No Sun No Fun
  - Private XXX 11: High Level Sex
  - Private XXX 12: Sex, Lust And Video-tapes
  - Superfuckers 3
  - Superfuckers 6
- 2001 :
  - Best by Private 21: Anal Introductions
  - Brazilian Snake 1
  - Private Castings X 27
  - Private Gold 50: Exotic Illusions 2
- 2002 :
  - Best by Private 38: Castings
  - Private Castings X 32
  - Private Castings X 39
- 2003 :
  - Art of Kissing 1
  - Best by Private 51: Dangerous Curves
  - Private Castings X 44
  - Private Castings X 48
  - Private Life of Rita Faltoyano
  - Superfuckers 23
- 2004 :
  - Hustler Casting Couch 5
- 2005 :
  - Adventures of Pierre Woodman 10: Behind the Scenes
  - Adventures of Pierre Woodman 6: The Later Years
  - All About Eve
  - Anal Empire 2
  - Anal Excursions 4
  - Cum Guzzlers 4
  - Cum In My Ass Not In My Mouth 4
  - Cum Oozing Holes 2
  - European Meat 3
  - Exxxtraordinary Euro Babes 4
  - Fem Dolce
  - Gooey Buns 15
  - Lesglam 1
  - Mayfair's Private Practice
  - Porn Star
  - Private Gold 76: Mission Possible 2
  - Tribal Fantasies
  - White-Hot Nurses 7
- 2006 :
  - Anal Cavity Search 2
  - Anal Empire 1
  - Anal Wrecking Crew
  - Ass Jazz 3
  - Black Label 42: Addiction
  - Domination Zone 1
  - Euro Domination 6
  - Evil Anal 1
  - Extreme Public Piss 20
  - Extreme Public Piss 22
  - Extreme Public Piss 24
  - Fill 'Em All: Reverse Gang Bang
  - Foot on Ball World Cup
  - Lesbian Fever 1
  - Lil Lezzy Prospects 7
  - Lust Fever
  - No Mercy 2
  - Outnumbered 4
  - Priscila's Initiation
  - Private Life of Judith Fox
  - Private XXX 33: Some Fuck It Hot
  - Rocco's Nasty Tails 3
  - Salieri Football 1: Il Vizio Del Presidente
  - Seductive 5
  - Sextreme Surf Bodies
  - Sexy Santa
  - Swank XXX 8
  - Too Hot 2 Handle 4
  - Wrecking Crew
  - XXX The Sexual Level
- 2007 :
  - Cum Sucking Sluts 4
  - Dildo Girls
  - DP Fanatics 1
  - Elegance X
  - Escort
  - Fashionistas Safado: Berlin
  - French ConneXion
  - Gagging Gals
  - Girls Love Girls 3
  - Hardcore Fever 6
  - Les Petites étrangères
  - Lip Lickers 8
  - Lost Honour
  - Mad Sex Party: Budapest Bang and the Wet Set
  - Private Exotic 1: Sluts of the Caribbean
  - Private Gold 87: Hi-Speed Sex 1
  - Private Gold 89: X-Girls
  - Private Gold 90: Sex Survivors 2
  - Private Gold 94: Quad Desert Anal Fury
  - Private Poker
  - Private Sports 12: Sex on Snow
  - Private Tropical 33: Summer Sex Job In Guadaloupe 2
  - Rocco's Nasty Tails 6
  - Rocco's Obsession with Teen Supersluts 1
  - Sex Secrets of the Yeti
  - Wild Wet Beaches
  - Your Mass In My Ass 4
- 2008 :
  - Anal Escorts
  - Domination Zone 2
  - Fresh and Pure 6
  - Fresh And Pure 7
  - Private XXX 40: Dirty Sluts Fucking Hard
  - Sex with Eve Angel
- 2009 :
  - 2 Dicks Fucking 1 Chick
  - Pain Killer
- 2010 :
  - Fetish Zone
- 2011 :
  - Fistful of Lust 2
- 2012 :
  - Bring Your A Game 2

## Récompenses
- Hot d'or de la Meilleure starlette européenne 2001.